# بوسه‌های دزدکی
بوسه‌های دزدکی یا بوسه‌های ربوده‌شده (فرانسوی: Baisers volés‎) یک فیلم کمدی درام رمانتیک به کارگردانی فرانسوا تروفو محصول سال ۱۹۶۸ است. فیلم زندگی آنتوان دوآنل کارکتر فیلم چهارصد ضربه را ادامه می‌دهد و آغاز رابطهٔ او با کریستین داربون را به تصویر می‌کشد. عنوان فیلم برگرفته از خطی از ترانهٔ شارل ترنه به نام «از عشقمان چه می‌ماند؟» (Que reste-t-il de nos amours ?) است.
بوسه‌های ربوده‌شده نامزد جایزه اسکار بهترین فیلم خارجی‌زبان در سال ۱۹۶۸ شد.

## بازیگران
- کلود جید
- دلفین سیریگ
- مایکل لونزدل
- آری-ماکس
- آندره فالکن
- مری-فرانس پیزیه
- مرتین بروشار
- ژان‌پیر لئو